# قنطره
پایگاه اینترنتی قنطره (به عربی کلاسیک: قنطرة، به معنی پل است) یک پورتال اینترنتی به زبان های آلمانی ، انگلیسی و عربی می‌باشد که برای ارتقای گفتگوی بین‌فرهنگی میان جهان غرب و جهان اسلام طراحی شده‌است.
این پورتال به ابتکار وزارت امور خارجه آلمان و در واکنش به بحران تحول‌یافته در روابط آلمان با فرهنگ‌های اسلامی در پی شوک حملات ۱۱ سپتامبر در ایالات‌متحده تأسیس شد. از مارس ۲۰۰۳، این پلت فرم به طور مشترک توسط آژانس فدرال آلمان برای آموزش مدنی ، مرکز انتشار بین‌المللی آلمان، دویچه وله، موسسه‌ی گوته و انستیتوی روابط فرهنگی خارجی آلمان اداره می‌شود، و مخارجش توسط دفتر خارجه تأمین می‌گردد. وظیفه پروژه، گفتگوی مشترک، ترویج تفاهم بین فرهنگهای مختلف، با هدف مبارزه با جهل و تعصب از طریق دانش و کسب آگاهی است.
تیم تحریریه‌ی این مرکز تلاش می‌کند تا نوشته های نویسندگان غربی و مسلمان را که به دنبال بحث باز و احترام‌آمیز درباره مشترکات و موضوعات بحث‌برانگیز هستند، منتشر کند. این نویسندگان شامل ادبا و نویسندگان مختلفی مانند نویسنده‌ی مصری، نصر حامدابوزید، دیپلمات مسلمان سابق آلمان مراد هوفمن، الهی‌دان دین اسلام، هلیما کراوسن، پژوهشگر تنش، هاینر بیله فلدت و ارنست اولریش فون وایزاسکر فیزیکدان هستند.